# Katalin Szőke
Katalin Szőke (Budapest, 17 agosto 1935 – Los Angeles, 27 ottobre 2017) è stata una nuotatrice ungherese.